# Phytoecia icterica
Phytoecia icterica је врста инсекта из реда тврдокрилаца (Coleoptera) и породице стрижибуба (Cerambycidae). Сврстана је у потпородицу Lamiinae.

## Распрострањеност и станиште
Врста је распрострањена на подручју Европе, Кавказа, Русије и Мале Азије.

## Опис
Тело, глава, пронотум и абдомен су црне боје. По средини пронотума је шира врпца, беличасто или жутосмеђе томентирана. Пронотум је цилиндричан. Антене су код мужјака дуже од тела. Предње ноге су жуте, а остале жутоцрне. Дужина тела је од 7 до 22 mm.

## Биологија
Животни циклус траје годину дана. Ларве се развијају у стабљикама и корену биљке домаћина. Врсте које се јављају као биљка домаћин: шаргарепа (Dacus spp.), бедринац (Pimpinella spp.) и друге. Одрасле јединке се срећу од априла до јула.

## Галерија
- одрасла јединка
- одрасла јединка

## Синоними
- Saperda icterica Schaller, 1783
- Saperda ephippium Fabricius, 1792
- Phytoecia ephippium (Fabricius) Mulsant, 1862